# Aride Island
Aride Island (fr. Île Aride) – wyspa na Oceanie Indyjskim, w grupie Wysp Wewnętrznych w Republice Seszeli. Jest najdalej na północ wysuniętą granitową wyspą kraju – leży 10 km na północ od Praslinu. Jej powierzchnia wynosi 68 ha. Cała wyspa objęta jest ochroną w ramach rezerwatu przyrody. Mieszka tu jedynie kilku pracowników Island Conservation Society.
Wyspa jest miejscem lęgowym ponad miliona ptaków morskich, występują tu m.in. największe na świecie kolonie rybitwy cienkodziobej (Anous tenuirostris) i burzyka równikowego (Puffinus lherminieri) oraz największa na Seszelach populacja rybitwy różowej (Sterna dougallii). Plaże wyspy regularnie odwiedzają ponadto żółwie zielone (Chelonia mydas) i żółwie szylkretowe (Eretmochelys imbricata).